# Roeperocharis
Roeperocharis – rodzaj roślin z rodziny storczykowatych (Orchidaceae). Obejmuje 5 gatunków występujących w Afryce w Etiopii, Kenii, Malawi, Mozambiku, Tanzanii, Zambii, Demokratycznej Republice Konga.

## Systematyka
Rodzaj sklasyfikowany do podplemienia Orchidinae w plemieniu Orchideae, podrodzina storczykowe (Orchidoideae), rodzina storczykowate (Orchidaceae), rząd szparagowce (Asparagales) w obrębie roślin jednoliściennych.
Wykaz gatunków
- Roeperocharis alcicornis Kraenzl.
- Roeperocharis bennettiana Rchb.f.
- Roeperocharis maleveziana Geerinck
- Roeperocharis urbaniana Kraenzl.
- Roeperocharis wentzeliana Kraenzl.